# The Conscious Daughters
The Conscious Daughters – amerykański żeński duet hip-hopowy z Bay Area w Kalifornii w Stanach Zjednoczonych, w skład duetu wchodzą; Carla „CMG” Green i Karryla „Special One” Smith. Zespół podpisał kontrakt w 1993 z wytwórnią płytową Scarface Records, po przekazaniu jej taśmy demo w klubie. Potem wydali swój pierwszy album studyjny, Ear to the Street.
Wydanie singla „Somethin' to Ride To (Fonky Expedition)” wraz z teledyskiem w 1994 roku, pomogło duetowi zdobyć uznanie w całym kraju. Niedługo potem podpisali kontrakt z Priority/EMI Records i wydali swój drugi album, Gamers. Potem zespół tworzył wiele kolaboracji, projektów i występował w telewizji, w szczególności w programach Rap City, MTV Jams i Soul Train.
W 2007 roku Nas wydał utwór „Where Are They Now (West Coast Remix)”, w którym znalazły się Breeze, Kam, King Tee, Candyman, Threat, Ice-T, Sir Mix-a-Lota i The Conscious Daughters.
Ich trzeci album, The Nutcracker Suite, został wydany przez Guerilla Funk Records 10 lutego 2009 roku. W 2010 roku TCD zerwało swój kontrakt z Guerrilla Funk Records, a w 2011 roku podpisali umowę dystrybucyjną z Phaseone/Sony.
10 grudnia 2011 r. Smith została znaleziona martwa w swoim domu. Początkowo przyczyna śmierci była nieznana, ale ostatecznie ustalono, że były to powikłania związane z zakrzepami krwi, które dotarły do jej płuc.

## Dyskografia

### Albumy studyjne
- Ear to the Street (1993)
- Gamers (1996)
- The Nutcracker Suite (2009)

### Projekty solowe
- CMG – The Jane of All Trades (2011)

### Single
- "Somethin' to Ride To (Fonky Expedition)" (1993)
- "We Roll Deep" (1993)
- "Sticky Situation" (1993)
- "Gamers" (1996)